# Зінченко Яків Васильович
Зінченко Яків Васильович (*7 жовтня 1892, Кетрисанівка — †після 1952) — український військовий і громадський діяч, сотник 1-го кінного Гайдамацького партизанського куреня ім. Я. Кармелюка; сотник піхоти Армії УНР. Нагороджений Хрестом Симона Петлюри.

## Життєпис
Народився в сім'ї Василя і Параски «із с. Медеріва Олександрійського повіту на Херсонщині».
1908 року вступив до Херсонської сільськогосподарської школи, але в 1913 залишив 5-й клас через сімейні обставини.
У «Короткому життєписі» зазначав:
|  | 1914 року забраний до війська і призначений до 228 запасового куріня. В серпні 1915 року відправлений до 1-ї Одеської школи прапорщиків, яку скінчив у січні 1915 року. Підвищений у старшинську рангу і відправлений у резерв старшин, і через 2 місяці одержав призначення до 429 Ризького полку. В січні 1917 року призначений до кадру для формування 633 полку. В травні того ж року був обраний головою полкової української ради. В серпні обраний членом армійської української ради при 8 армії. В жовтні прибув з козаками 159 дивізії на формування 45 азовського українського полку. В кінці грудня 1917 року був командірован до куріня імені Івана Мазепи для боротьби з большевиками. В червні 1918 року повернувся до 45 Азовського полку. В листопаді 1918 року призначений до формір. куріня імені Янка Кармелюка. В квітні 1919 року вступив до Окремого залізничного загону (галицька частина). В жовтні 1919 року призначений до 1-го гарматного рекрутового полку. З грудня 1919 року по червень 1920 року працював в українських організаціях Херсонщини. В серпні 1920 року вступив до Кордонного корпусу. В його складі був інтернований і перебував у ріжних польських таборах до серпня 1923 року. В серпні 1923 року прибув до Чехії і був прийнятий на матуральні курси при Громадському комітеті в ЧСР. 16 липня 1924 року. |
Дружина — Валентина Степанівна (до шлюбу Кульчицька). Син народився 25 листопада 1922 в Щипйорні (перебував на утриманні Червоного Хреста).
Міський уряд Подєбрад 28 червня 1928 року дав Якову Зінченку довідку (на його вимогу), що він, український емігрант, мешкає умісті від 11 листопада 1924 і «весь цей час добре поводився».
Закінчив гідротехнічний відділ інженерного факультету Української Господарської академії в Подєбрадах (1930).
Його прізвище є в списку абсольвентів (випускників) УГА, які працювали в культурно-просвітньому, економічному і громадсько-політичному житті на землях Карпатської України та Пряшівщини.
Виїхав до Німеччини.
На початку 1952 мешкав у Мюнхені.
Нагороджений Хрестом Симона Петлюри.